# Boreal (época)
En la paleoclimatología del Holoceno, el Boreal fue el primer subperiodo de la secuencia Blytt-Sernander de las fases climáticas del norte de Europa, que se basó originalmente en el estudio de las turberas danesas, nombradas por Axel Blytt y Rutger Sernander. En los sedimentos de turberas, el Boreal también es reconocido por su característica zona polínica. Fue precedido por el Dryas Reciente, el último resquicio frío del Pleistoceno, y seguido por el Atlántico, un período más cálido y más húmedo que nuestro clima más reciente. El Boreal, transitorio entre los dos períodos, varió mucho, comprendiendo en ocasiones climas como el actual.

## Subdivisión del Boreal
Después del esquema Blytt-Sernander original, la primera etapa del Boreal fue dividida como una fase de transición Pre-boreal, seguida por el Boreal propiamente dicho. Algunos esquemas actuales basados en zonas de polen también distinguen una zona pre-Boreal (zona de polen IV), una Boreal temprana (zona de polen V) y una zona boreal tardía (zona de polen VI "a", "b", y "c").

## Datación

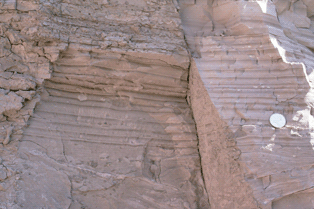
Varvas.

Una fecha comúnmente citada para el final del Dryas Reciente y el comienzo del Pre-Boreal es el 11.500 antes del presente calibrado. El comienzo del período está relativamente definido por una aguda subida de 7 °C en 50 años en el sur Groenlandia.
 La fecha se basa sólidamente en los núcleos de hielo de Groenlandia, que dan 11.640 AP para el último Dryas más joven y 11.400 AP para el Pre-Boreal temprano.
Pero las estimaciones de otras fechas varía hasta en 1000 años, por una serie de razones. En primer lugar, "Boreal" puede identificarse por un paleoclima, una zona de polen o una cronozona temporalmente fija, y esas tres bases de definición permiten fechas bastante diferentes. En segundo lugar, diferentes métodos de datación obtienen fechas diferentes. El problema subyacente es que el clima y el polen varían algo de una región a otra. Los científicos de cada región utilizan los métodos disponibles en su región, ya sean varvas lacustres, las capas anuales de sedimentos de fondos antiguos o modernos de los lagos, núcleos de hielo o cuentas de anillos de árboles (dendrocronología).
La estandarización se ha convertido en una preocupación cada vez mayor para los científicos en todas partes. Las fechas de muchos métodos continúan multiplicándose mientras que los paleoclimatólogos buscan una resolución más alta. Pero no está claro si la variación regional permitirá la estandarización de alta resolución.

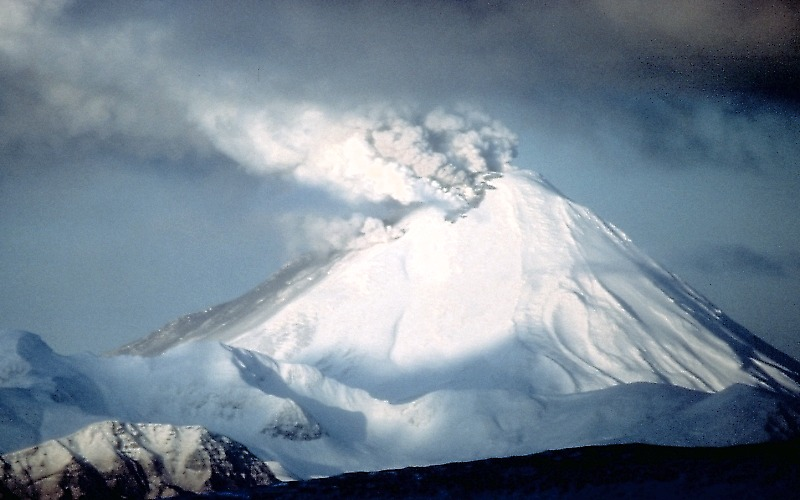
Distribución de piroclastos.

Sin embargo, hay algunas fechas sólidas del Preboreal y el Boreal. Los piroclastos de Saksunarvatn (una capa de ceniza de erupciones volcánicas) está fechada en hielo de Groenlandia en torno al 10.180 ± 60 AP; los depósitos del lago en Krakenes en Noruega, en el 10.010-9.980 AP; en lagos del noroeste de Alemania, alrededor del 10.090 AP calibrado. las capsas de tefra se produjeron en los primeros momentos del Boreal. Por lo tanto, parece cierto que el Boreal temprano (zona de polen V) incluye el año 10.000 AP. Del mismo modo, el último Boreal incluye la tefra Kilian / Vasset de los lagos suizos y del suroeste de Alemania del 8.200 AP, todos calibrados. Pero las fronteras son menos ciertas.

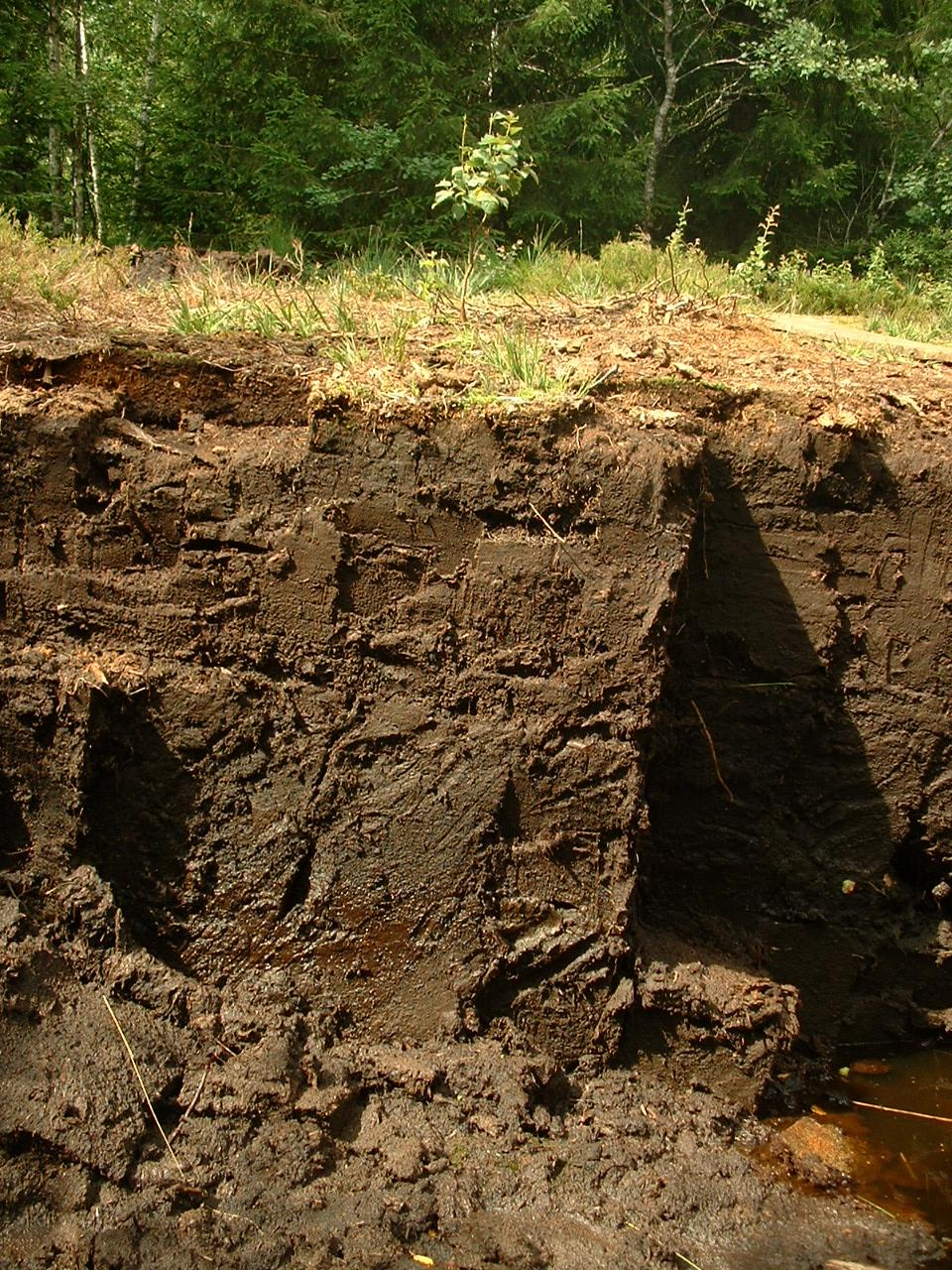
Capas de turba.

Los estudios de los pantanos en el noroeste de Rusia son la base para una división del PreBoreal (PB) en PB-1, 10.000-9800 AP, y PB-2, 9800-9300 AP. El esquema continúa dividiendo el Boreal (BO) en BO-1 (9300-9000) AP, BO-2, (9000-8500 AP) y BO-3, (8500-8000 AP. CalPal utilizado en estas fechas sugiere límites generales de 11.500 y 10.500 AP para el Pre-Boreal, y el final de la Boreal en el 8900 AP. 
Las fechas dadas recientemente son generalmente más tempranas que las que se dieron hace más de 10 años. Por ejemplo, Iverson (1973) y Rud (1979) dan fechas de 10.000-9000 AP para el PreBoreal y 9000-8000 AP para el Boreal, que son calificados por pruebas del C-14 en polen escandinavo estratigráfico.
Presumiblemente, las fechas más recientes son más precisas, ya que la tecnología mejora con el tiempo, a menudo con bastante rapidez. Sin embargo, las fases del polen y el clima también pueden depender en cierta medida de la latitud, por lo que ninguna fecha puede considerarse como ciertamente errónea. Los científicos buscan el patrón general de las fechas, pero esa técnica tampoco es 100% confiable.

## Descripción

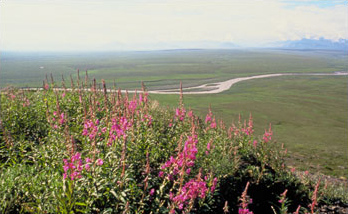
Tundra

Antes del Pre-Boreal, Eurasia estaba encerrada en el frío del Dryas Reciente y era en su mayoría un cinturón de tundra continuo, con regiones de taiga, cubierto con una manta de hierbas, arbustos y otras plantas bajas típicas de la tierra abierta. Un gran número de herbívoros vagaban en rebaños durante grandes distancias. Dicha zona de tundra estaba repleta de pequeñas especies que se reprodujeron rápidamente, y que sostenían cadenas alimentarias de depredadores más grandes. Los depredadores más grandes y los seres humanos cazaron los mamíferos de la tundra abierta.
El Pre-Boreal comenzó con un repentino aumento de la temperatura que cambió abruptamente este ecosistema. El bosque reemplazó las tierras abiertas en Europa, y los animales que habitaban en los bosques se dispersaron de los refugios del sur, reemplazaron a los mamíferos de la tundra helada; se desarrollaron nuevos ecosistemas clímax. La antigua fauna persistió en Asia Central, pero pronto fueron cazadas, ya que no fueron reabastecidas por las áreas más extensas que antes nutrieron el ecosistema.

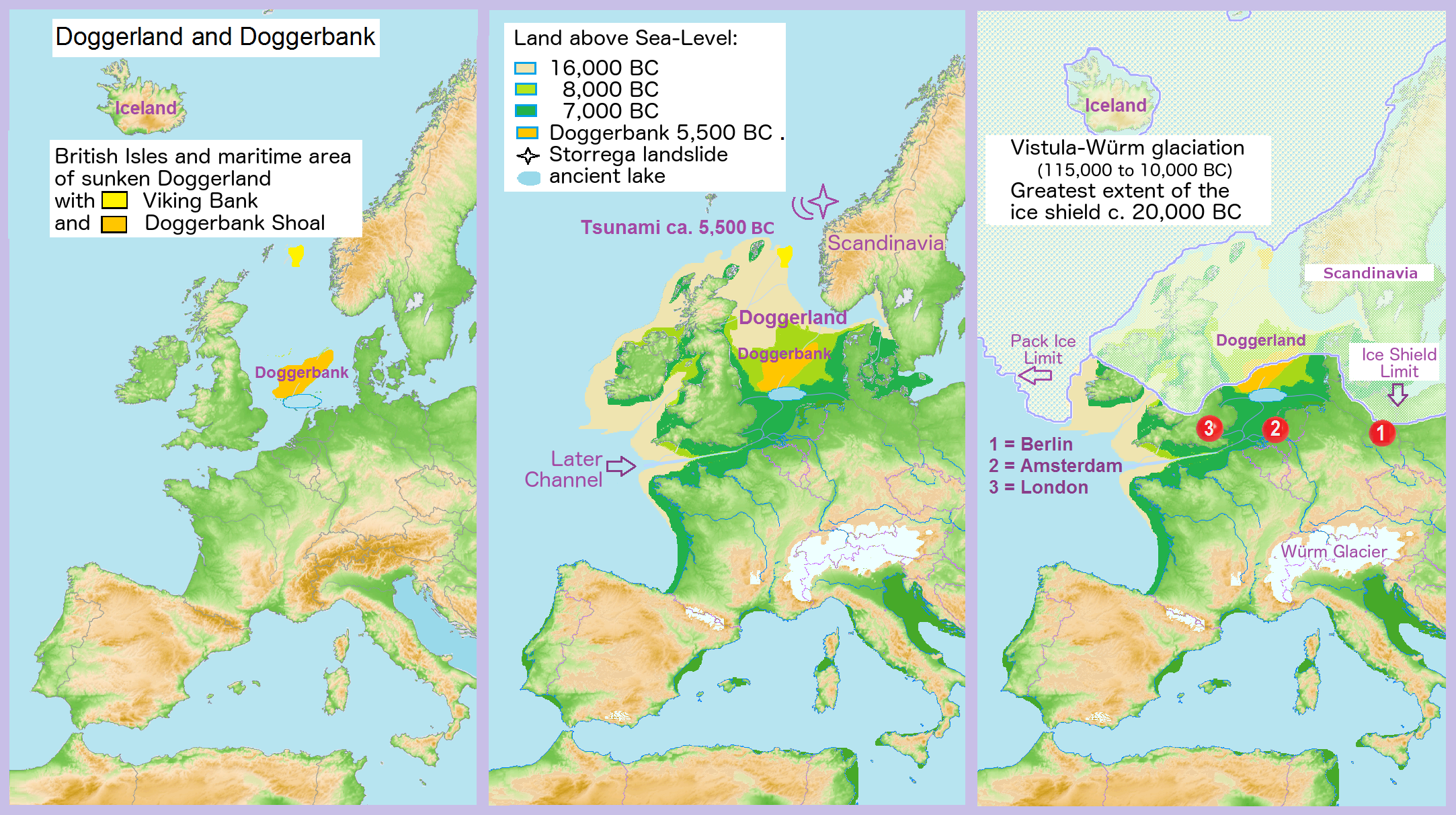
Recreación del aumento del nivel del mar desde finales del último periodo glacial hasta la actualidad, en la actual región del Mar del Norte.

El mar trajo el aislamiento adicional levantándose rápidamente e inundando las costas. Irlanda fue aislada de forma temprana en el Boreal, sufriendo un empobrecimiento de especies. Es el hogar de solo dos tercios de las especies presentes en Gran Bretaña. Gran Bretaña fue cortada por el final del Boreal. los bosques habían cubierto la antigua tundra europea.
Los humanos tuvieron que adaptarse al bosque invasor o desplazarse al este con los grandes mamíferos propios de espacios abiertos. Los que se quedaron se convirtieron en cazadores-recolectores de los bosques y pescadores de las numerosas bahías, ensenadas y las aguas poco profundas alrededor de los miles de islas que ahora asolaban los mares de Europa. Vivían ricamente y se les animaba a entrar en la fase pre-productiva que llamamos Mesolítico. Aquellos que se trasladaron hacia el este cazaron los últimos restos de la megafauna del Pleistoceno y dedicaron sus mejores esfuerzos a aprender a reunir lo que quedaba. En las Américas, los humanos habían abandonado la fase paleoindia y ahora estaban en el Arcaico.
Mientras tanto, la humanidad asentada el sur de la zona templada del norte ya se había dedicado a la producción de alimentos en una serie de lugares muy separados y estaban al borde de la civilización. No hay evidencia de ningún contacto extenso con las culturas del norte durante el Boreal. Los productores tendían a vivir en centros densos sin ningún interés en moverse del lugar, excepto cuando estaban motivados para encontrar nuevas tierras. Los recolectores cubrían ampliamente sus tierras, construyendo solo asentamientos temporales para pasar el invierno.

## Flora

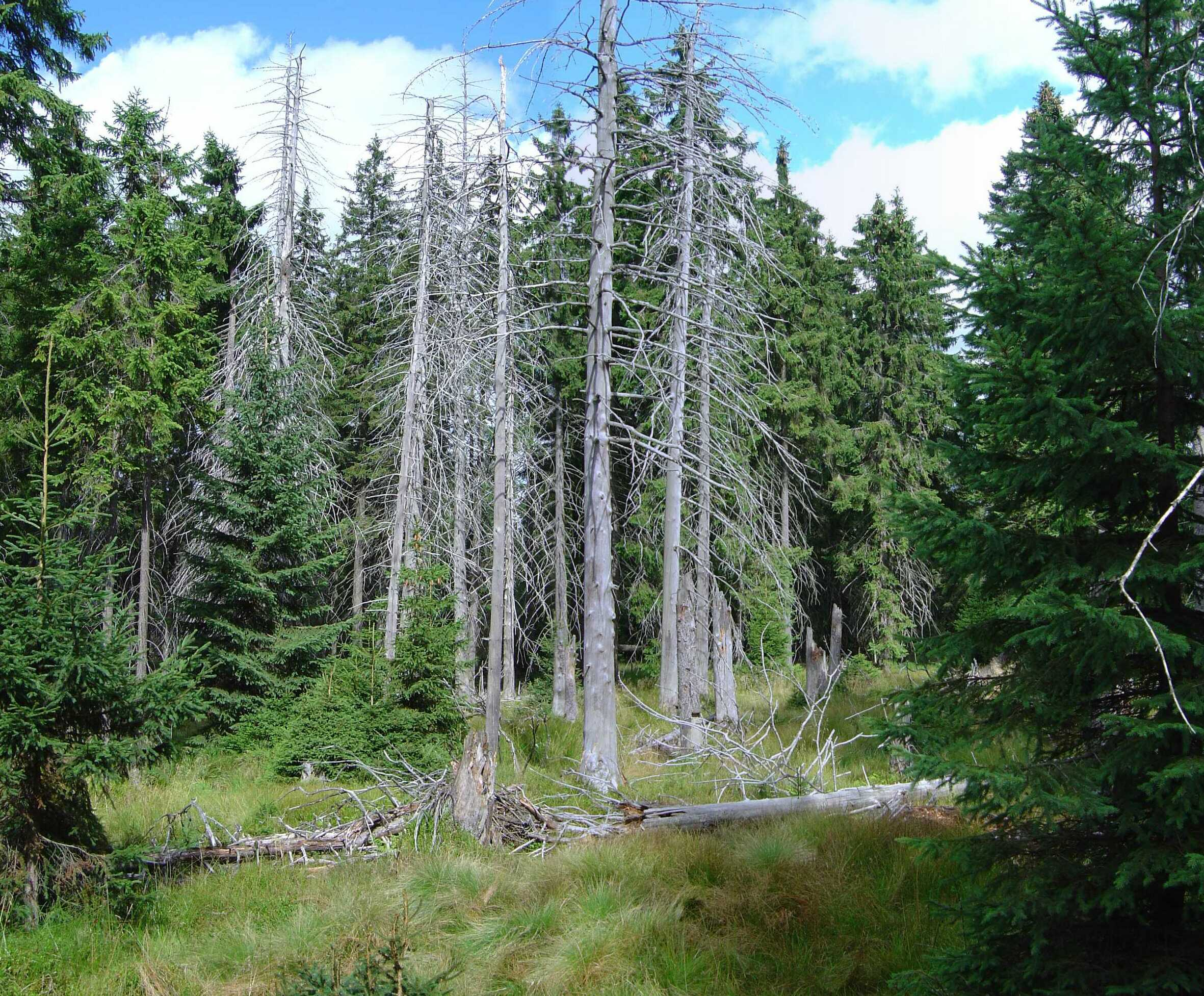
Bosque de piceas en el centro de Europa, similar a los bosques del Boreal temprano.

Durante la zona de polen pre-boreal IV, grandes cantidades de polen de árboles comenzaron a reemplazar el polen de las especies de zonas abierta, a medida que las especies arbóreas más móviles y flexibles colonizaron su camino hacia el norte, reemplazando a las plantas de tundra de la edad de hielo. Entre ellos destacan los abedules, Betula pubescens y Betula pendula, acompañados de Sorbus aucuparia y en menos aspecto de álamo temblón. Especialmente sensibles a los cambios de temperatura y moviéndose hacia el norte casi inmediatamente fueron Juniperus nana y J. communis, que alcanzaron una densidad máxima en el Pre-Boreal, antes de que sus nichos fuesen oscurecidos. Los pino pronto los siguieron, por lo que el bosque abierto resultante se conoce a menudo como bosque de abedules o bosque de pino-abedul.

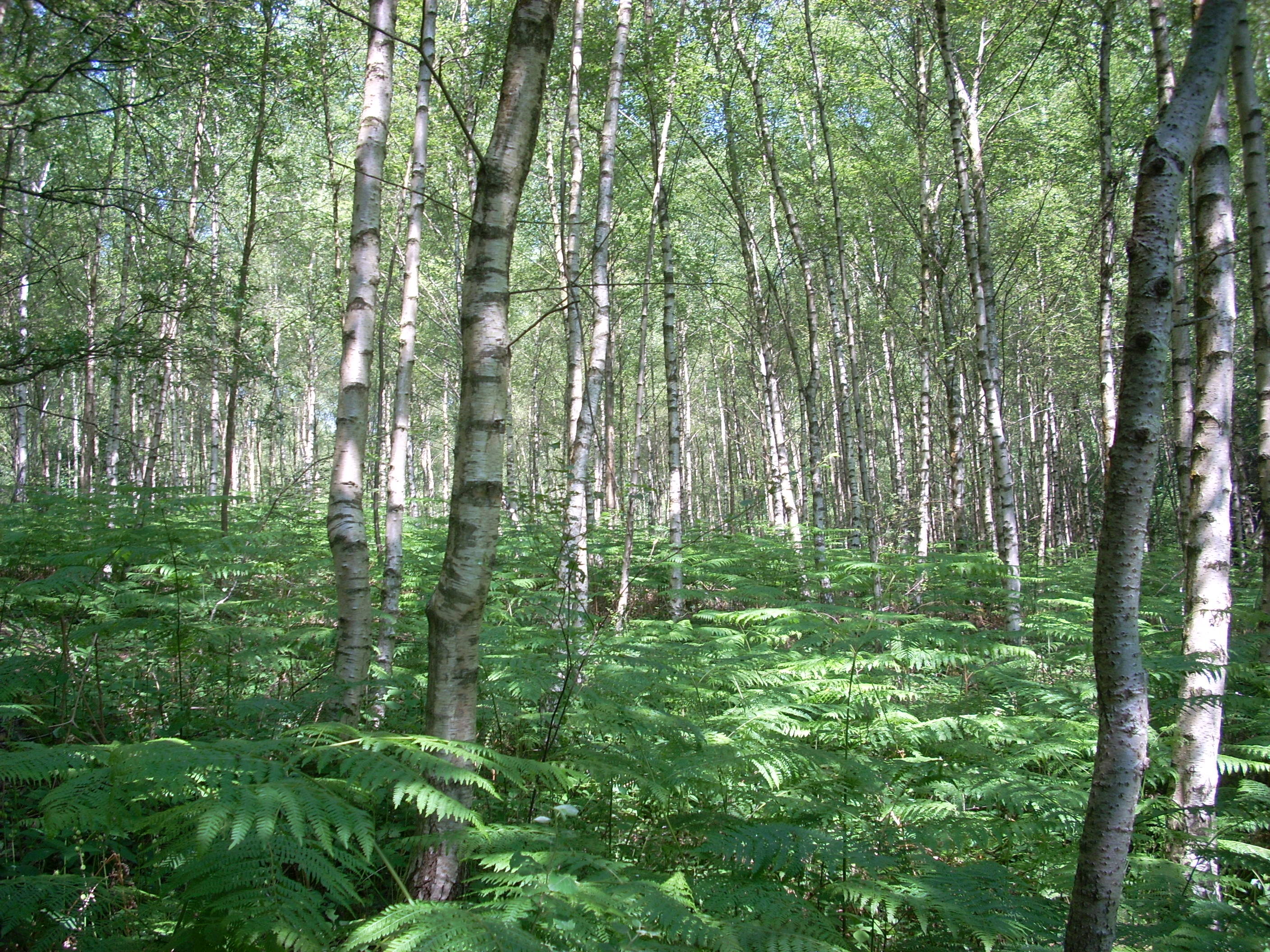
Bosque de abedules cercano a Watersfield, Reino Unido.

En la más cálida zona de polen Boreal temprano V, Corylus avellana (avellano) y el pino se expandieron en los bosques de abedul hasta tal grado que los palinólogos se refieren a la ecología resultante como el bosque de pino-avellano. En el Boreal tardío fue suplantado por la extensión de un bosque caducifolio llamado bosque mixto de robles. El pino, el abedul y el avellano se redujeron a favor de Quercus, Ulmus, Tilia y Alnus. La antigua tundra estaba ahora cerrada por un dosel de bosque denso. En las zonas pantanosas prevaleció Typha latifolia. En Dinamarca se encuentran especies menos tolerantes al frío, como la hiedra y el muérdago.

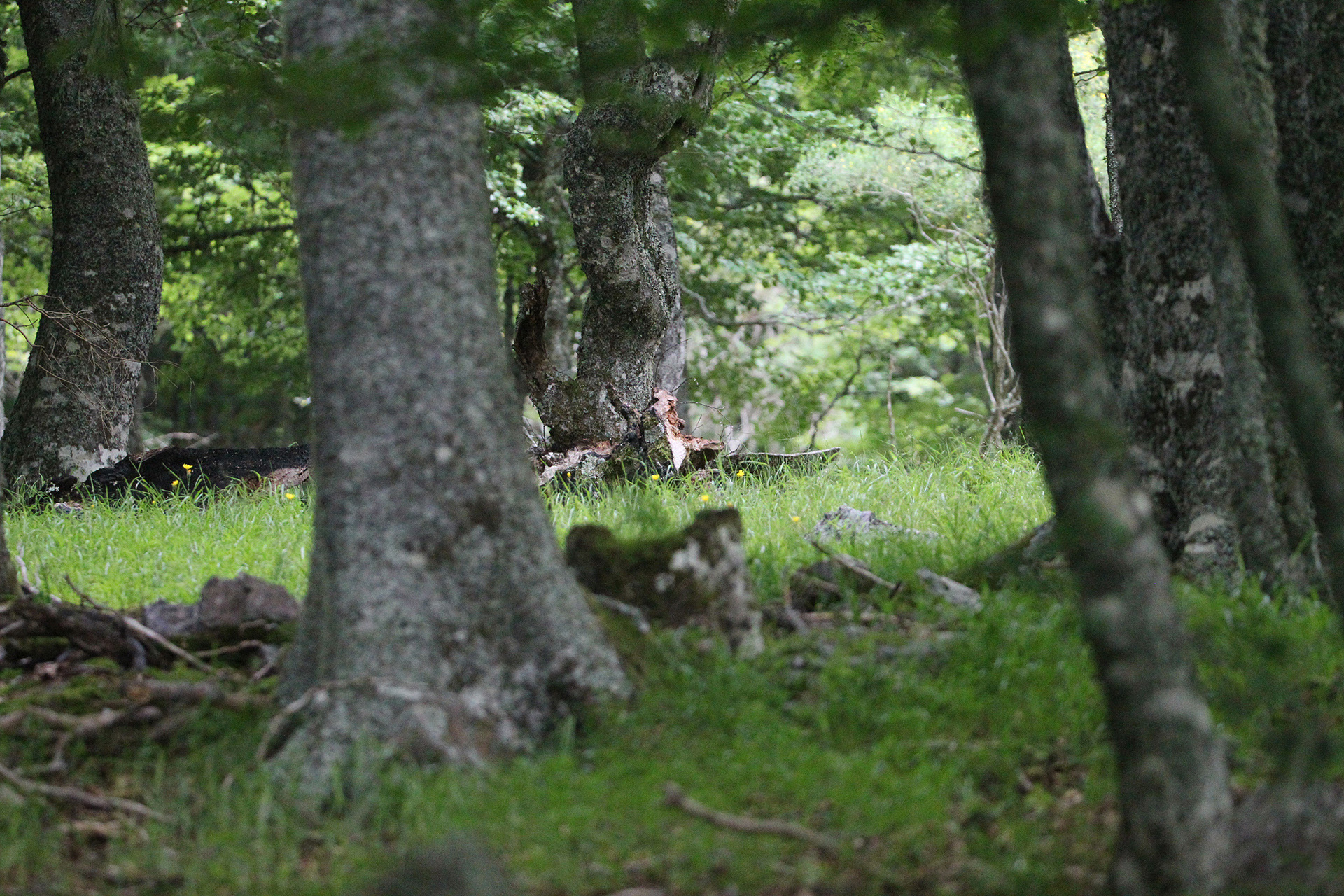
Bosque de robles.
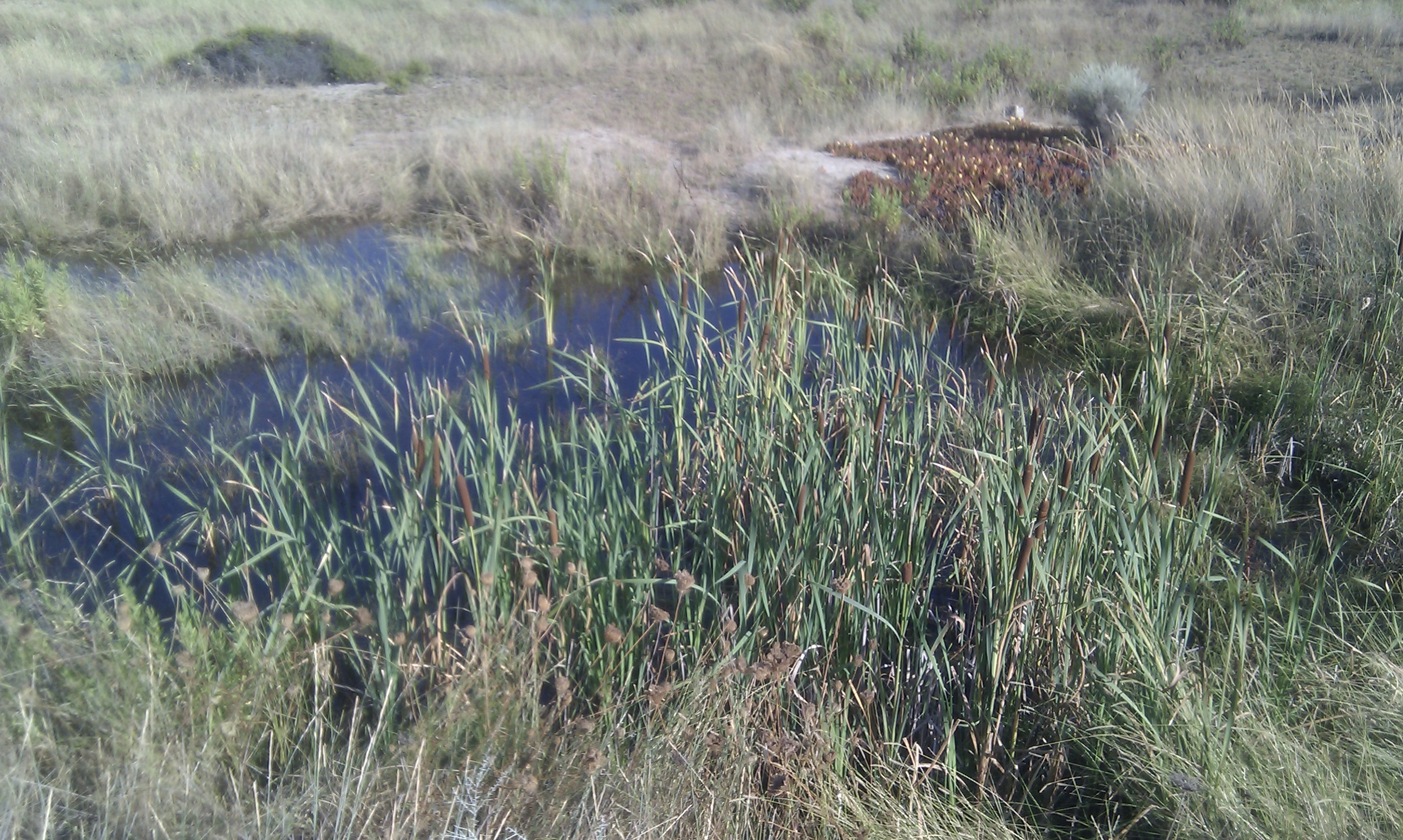
Pantano con espadañas (Typha latifolia)

## Fauna

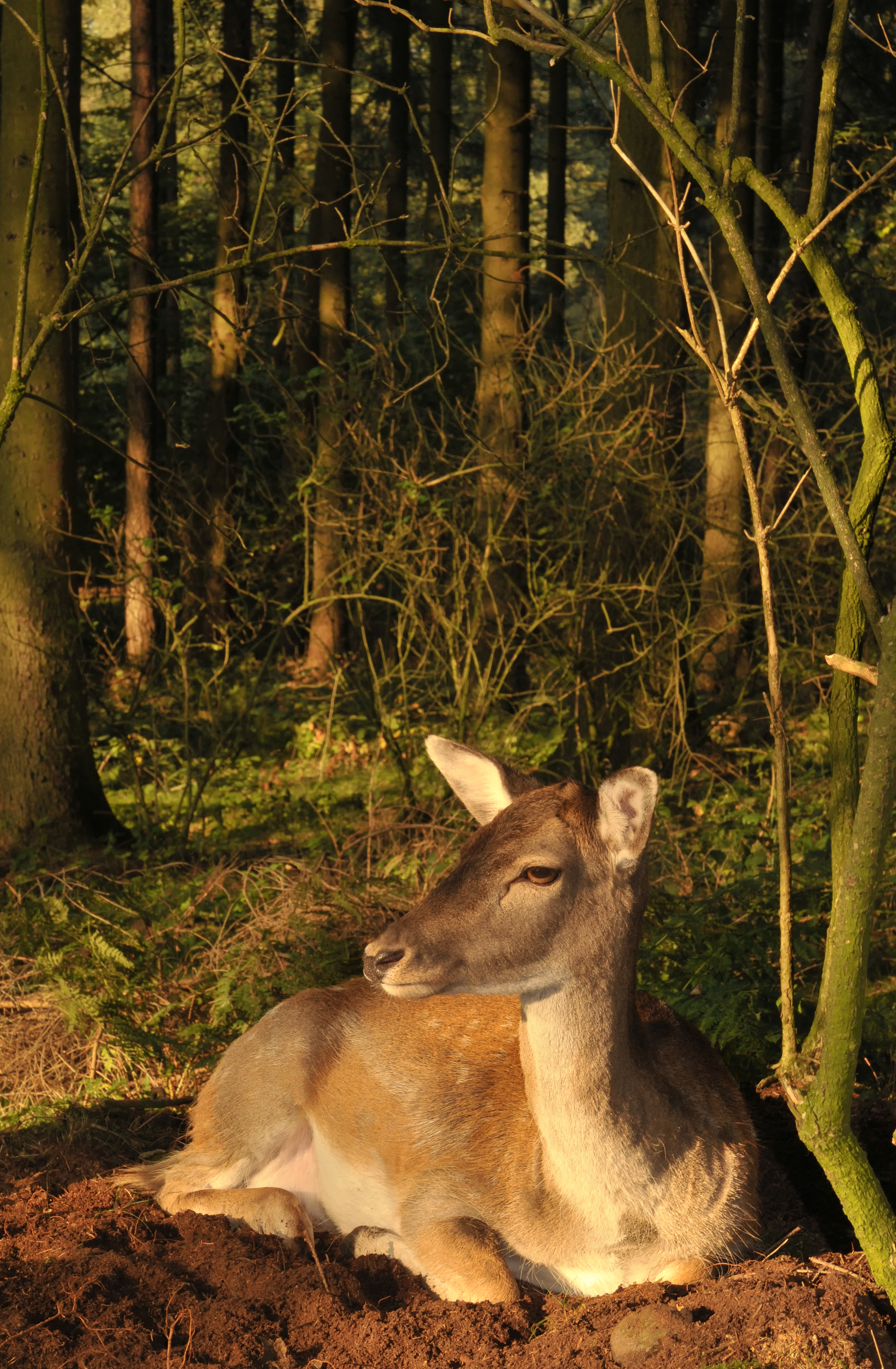
Hembra de gamo, el cual junto a otros animales se extendieron por Europa a la par que los bosques.

El nuevo bosque estaba poblado de animales forestales provenientes de los refugios glaciales de Italia, España y los Balcanes, cuyas poblaciones comenzaron a expandirse hacia regiones más septentrionales a la par que los bosques se extendían por el continente. Animales como el galápago europeo (Emys orbicularis), que requieren temperaturas cálidas, se encontraban en Dinamarca. El chorlito dorado europeo llegó a latitudes tan altas como Noruega.

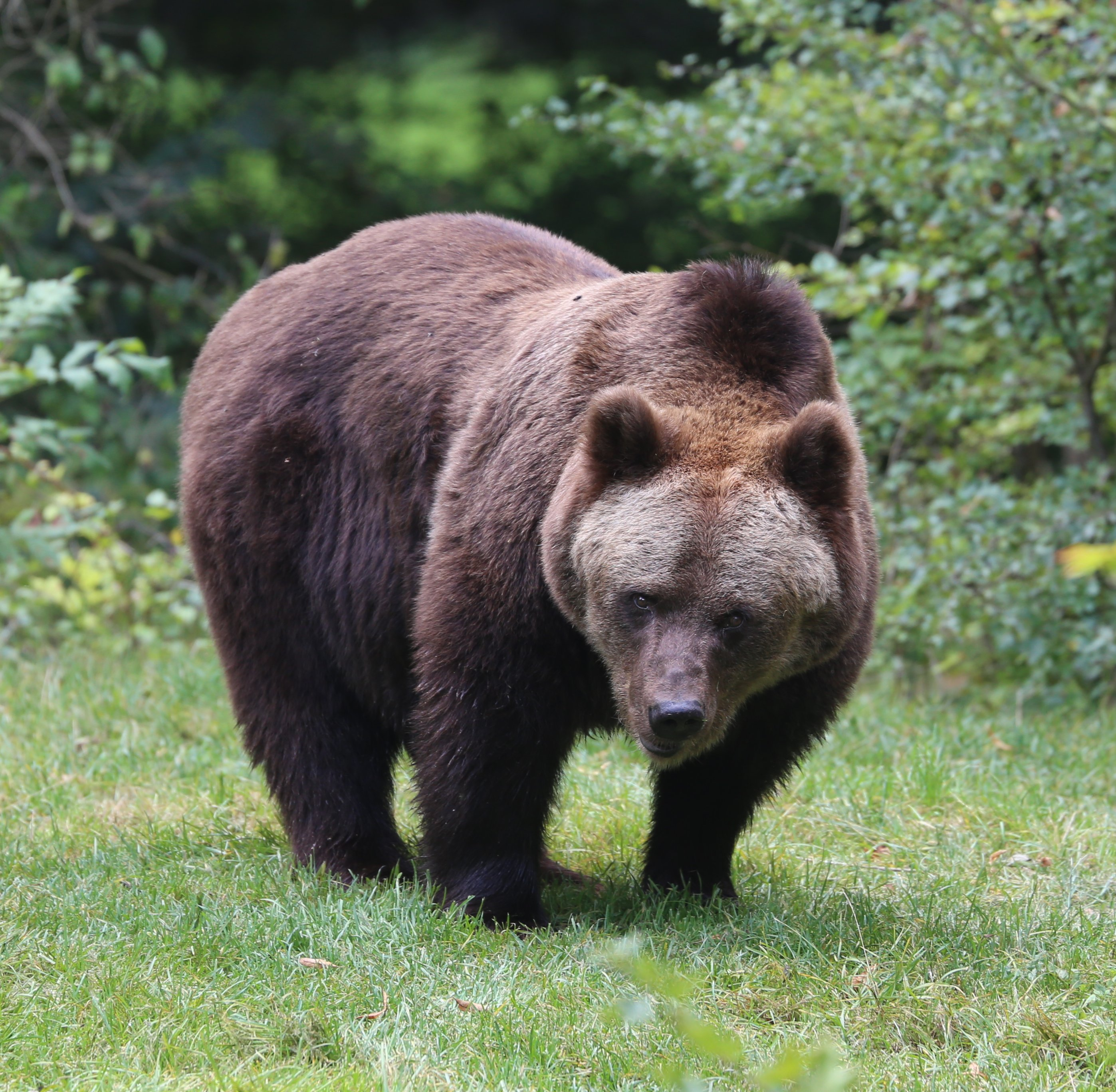
Oso pardo europeo, uno de los depredadores que poblaron Europa durante el boreal

Los ungulados forestales incluyeron cérvidos como el ciervo rojo (Cervus elaphus), el corzo (Capreolus capreolus), el alce (alces alces), jabalíes (Sus scrofa) y uros (Bos primigenius); entre otros herbívorosse encuentran la liebre europea (Lepus europaeus)  Los depredadores incluyeron: el lobo gris (Canis lupus), el oso pardo (Ursus arctos), el lince boreal (Lynx lynx) y el gato montés (Felis sylvestris) .
Las aguas interiores habrían contenido especies de mamíferos tales como el castor (Castor fiber), la nutria (Lutra lutra) y especies de peces como el lucio europeo (Esox lucius) y el bagre (Silurus glanis).

## Humanos
El Preboreal-Boreal en Europa era un tiempo de transición entre las culturas del Paleolítico al Mesolítico. Los bosques y las costas ahogadas eran lugares de abundancia. Los asentamientos humanos evitaban los bosques profundos a favor de arroyos, lagos y especialmente bahías del océano.
Los asentamientos del Pre-Boreal han sido encontrados en del norte-centro de Europa , como en Finlandia. Allí un hallazgo inusual de fragmentos de red hechos de las fibras de plantas sugirió que la pesca era una parte importante de la vida de estas poblaciones.
Los hallazgos de otro asentamiento en Vis, cerca del río Vychegda en Rusia, ofrecen más detalles de la vida en un asentamiento del Boreal. Las fibras vegetales se utilizaron para cestas y para la formación de puntos óseos en ejes. Los pescadores cruzaban las aguas en barcas de corteza de árbol, con remos y redes. También hicieron redes de mano de aros de madera y fibra vegetal.

Lago Ancylus (actual cuenca del mar Báltico), en cuyas orillas se desarrolló la cultura Maglemosiense.

La recolección de alimentos continuó en invierno: se han encontrado esquís y corredores de trineo. El reno seguía siendo cazado y probablemente reunido. Se han encontrado arcos, flechas y lanzas. Es probable que los utensilios se embellecerán esculpiendo en madera o hueso. Solo se usaron algunos motivos: la cabeza del alce, la serpiente y el humano.
En Europa, la cultura principal era el Maglemosiense (9000-6400 AC), extendiéndose desde Dinamarca y Rusia. Las culturas localizadas incluyeron el Niemen de Lituania, el Kunda de Letonia y Estonia, el Aziliense  de Francia, y el Epigravettian de Italia. Hacia el final del Mesolítico, las tradiciones locales comenzaron a multiplicarse, quizás debido a influencias del sur, o debido al avance general de la cultura.
En América del Norte el Complejo San Diego y el Complejo Lago Mojave existieron en este período, ubicado en la región costera del sur de California y desierto de Mojave, y en el desierto de Sonora, en el norte de México, en el desierto de Yuma y la península de Baja California.